# Алію Аду Абубакар
Алію Аду Абубакар (англ. Aliyu Audu Abubakar; нар. 15 червня 1996, Лагос, Нігерія) — нігерійський футболіст, захисник футбольного клубу «Хан-Тенгрі».

## Клубна кар'єра
У грудні 2014 року підписав 3-річний контракт з ізраїльським клубом «Ашдод», за підсумками сезону 2014/15 років команда посіла останнє місце в чемпіонаті й понизилася в класі, а Алію залишив команду. Після цього побував на перегляді в одному з неназваних клубів італійської Серії A. На початку 2016 року перейшов до туніського клубу «Бізертен».
У березні 2016 року, після вдалого перегляду, Абубакар підписав 1-річний контракт з фінським «КуПСом». А рік потому, у лютому 2017 року, Алію перейшов до грузинського клубу «Діла» (Горі).
У квітні 2018 року приєднався до «ПС Кемі» з Вейккаусліги. У липні 2018 року перейшов до білоруського клубу «Слуцьк», де закріпився в основному складі. У грудні 2018 року продовжив контракт зі «Слуцьком». У липні 2019 року залишив білоруський клуб.
Наприкінці липня 2019 року підписав контракт з донецьким «Олімпіком».

## Кар'єра в збірній
Виступав за юнацьку збірну Нігерії на чемпіонаті світу з футболу серед 17-річних в ОАЕ 2013 року, де разом зі збірною став чемпіоном.

## Статистика виступів

### Клубна
| Клуб              | Сезон             | Ліга              | Ліга  | Ліга | Національний кубок | Національний кубок | Кубок ліги | Кубок ліги | Континентальні | Континентальні | Інші  | Інші | Загалом | Загалом |
| Клуб              | Сезон             | Дивізіон          | Матчі | Голи | Матчі              | Голи               | Матчі      | Голи       | Матчі          | Голи           | Матчі | Голи | Матчі   | Голи    |
| ----------------- | ----------------- | ----------------- | ----- | ---- | ------------------ | ------------------ | ---------- | ---------- | -------------- | -------------- | ----- | ---- | ------- | ------- |
| «КуПС»            | 2016              | Вейккаусліга      | 25    | 0    | 1                  | 0                  | 0          | 0          | –              | –              | –     | –    | 26      | 0       |
| «Діла» (Горі)     | 2017              | Ліга Еровнулі     | 19    | 0    | 2                  | 0                  | –          | –          | –              | –              | –     | –    | 21      | 0       |
| «ПС Кемі»         | 2018              | Вейккаусліга      | 10    | 0    | 0                  | 0                  | –          | –          | –              | –              | –     | –    | 10      | 0       |
| Усього за кар'єру | Усього за кар'єру | Усього за кар'єру | 54    | 0    | 3                  | 0                  | 0          | 0          | -              | -              | -     | -    | 57      | 0       |

## Досягнення
Нігерія U-17
- Чемпіонат світу серед 17-річних
  -  Чемпіон (1): 2013